# 印象初
印象初（1934年—），汉族，江苏海门人，中国科学院院士，昆虫学家。

## 生平
- 1934年，出生于江苏海门。
- 1958年，毕业于山东农学院植物保护系。
- 1958年，毕业后任教于青海农牧学院。
- 1962年，调入中国科学院西北高原生物研究所。
- 1995年，当选联合国教科文组织中国当代科技精英。
- 1995年，当选为中国科学院院士。
- 1996年，被河北大学聘为终身教授任教至今。

## 学术任职
印象初是昆虫分类方面的专家。曾任中国科学院西北高原生物研究所动物研究室主任，副所长。中国昆虫学会理事会理事，中国科协全国委员会委员。河北大学终身教授。美国亚利桑那大学和亚利桑那州立大学客座教授。

## 荣誉
印象初院士曾获青海省科技进步一等奖，中国科学院科技进步二等奖，国家自然科学四等奖，青海省劳动模范，国务院有突出贡献的科学家享受特殊津贴。